# Ophion trimaculatus
Ophion trimaculatus là một loài tò vò trong họ Ichneumonidae.